# 裘千尺
裘千尺，為金庸小說《神鵰俠侶》的反派人物，外號「鐵掌蓮花」，為鐵掌幫三小姐，裘千仞、裘千丈之妹， 為金庸小說中武功超群的高手之一。
年輕時是一位美人，師承其二哥，但是性格暴躁任性，裘千仞甚至認為她若是遭到了孽報，也不足為奇。
因與哥哥鬧意見出走，誤入絕情谷，嫁絕情谷主公孫止為妻，為絕情谷女主人，育有一女公孫綠萼。
公孫止的祖傳武功「自封穴道之法」和「陰陽倒亂刃法」本有頗多缺點，經她苦心改良後變得完善且更為厲害。
實際比公孫止大幾歲，教授他鐵掌並幫他解決仇敵，自覺他一切成就都是拜她所賜，所以看不起丈夫。對公孫止隨意辱駡，嚴密管束，是個潑辣的悍妻。不過，從其語言及行為得知，她非常崇拜兩位兄長及愛護女兒。
在公孫綠萼出生前後，長久懼內的公孫止愛上溫柔婉順的侍婢柔兒，欲帶著她遠走高飛。裘千尺識破後，把兩人拋入情花叢中，然後把絕情丹盡數浸在砒霜水中，只留一粒（實際上留了三粒，她為自己和孩子留了一手），讓公孫止選擇救自己還是救情人。結果，公孫止殺了柔兒，救了自己。
為了報害死柔兒的仇，公孫止假意示好並施計他騙得裘千尺服下迷藥並挑斷其手足筋脈，見棄於煉丹房下的鱷魚潭。雖武功盡失，卻內力猶存，憑著內力口噴棗核撼動棗樹落果，並以果腹充飢，因而在石洞中存活了下來，更由此而自創了奇技「棗核釘」。因長年被困深谷，受盡了折磨，心中怨毒深極，使其暴躁的脾氣變得更加古怪。
初登場時，裘千尺的形象已經與野獸無異，由於手腳早被公孫止所害而殘廢，只能在地上爬行。因十多年來困於深穴，身上的衣服早已破爛不堪，以致上身幾乎赤裸。
在女兒公孫綠萼及古墓派楊過相助下得以脫離石洞。其後假扮裘千仞阻止公孫止與小龍女成親，指點楊過擊敗公孫止，先用混合自己血液的茶破公孫止的閉穴功，後用「棗核釘」打瞎其右眼，並將之趕出絕情谷，取代其絕情谷主之位。
對楊過恩將仇報，以情花毒解藥絕情丹為條件，強迫其娶公孫綠萼，後因女兒大力反對而作罷。之後轉為脅迫楊過到襄陽刺殺郭靖、黃蓉二人，以替長兄裘千丈報仇。
黃蓉來到絶情谷為楊過求解藥，甘願接裘千尺三顆棗核釘。雖然黃蓉憑才智及真功夫接住三顆棗核釘，但裘千尺根本無心交出絕情丹，一心只是玩弄黃蓉。
之後，在絶情谷重遇其二哥裘千仞，見其出家為僧，顯得非常驚訝，之後挑撥裘千仞發狂，使其幾乎要殺了尚在襁褓中的郭襄，但是被黃蓉模仿瑛姑的瘋狀刺激而清醒過來。
絶情谷的人多不服她為谷主，於是在女兒被公孫止殺死後，火燒絶情谷並施計引公孫止跌落當初她被救出的洞穴中，公孫止挣扎，揮出長袍拉倒裘千尺，最後兩人一起葬身絕情谷厲鬼峰下地底石洞之中，雙雙同刻而死，同穴而葬。
登場回數:(神)18-20,29-32

## 武功
鐵掌
手掌中隱隱約約有一股黑氣，打擊時鏗鏗似金屬之音，掌法精奇巧妙，凌厲至極。
棗核釘
裘千尺在深谷時用的真正的棗核，得脫大難後便打造了棗核形狀的鐵釘。
裘千尺所發的棗核釘可打落楊過手中所握的匕首（憑楊過手握匕首之力，便是金輪法王的金輪、達爾巴的金杵、公孫止的鋸齒金刀，也不能將之震落脫手）。只有少數高手（如黃蓉、楊過）接得住，連公孫止等都完全無法招架，可見棗核釘的威力及裘千尺的武功真是深奧難測。
不過，棗核釘雖配合深厚內功，才可有強大威力。公孫綠萼亦習得此武功，但輕易被楊過接著，威力明顯比其母遜色很多。而且除了裘千尺世家，估計別人也練不成。

## 經典對白
「丈夫，丈夫，一丈之内才是丈夫。都怪爸媽名字起得不好，我叫裘千尺，千尺就是百丈，百丈之外哪還有什麼丈夫!」

## 影视形象
- 1976韓國材、魏秋樺（少女）《神雕侠侣》
- 1983羅蘭《神雕侠侣》
- 1984陳志珍《神雕侠侣》
- 1995羅蘭《神雕俠侣》
- 1998朱秀凤《神雕侠侣》
- 1998閻青妤《神雕侠侣》
- 2006李明、傅淼（青年）《神雕侠侣》
- 2014张茜《神雕侠侣》
- 2019桃陶《神雕侠侣》